# Vermes
Vermes (antiguamente en alemán Pferdmund) es una localidad y antigua comuna suiza del cantón del Jura, localizada en el distrito de Delémont. Desde el 1 de enero de 2013 hace parte de la comuna de Val Terbi.

## Historia
La primera mención escrita de Veres data de 866 bajo el nombre de Vertima, en 1308 fue mencionada como Vermunt. La comuna mantuvo su autonomía hasta el 31 de diciembre de 2012. El 1 de enero de 2013 pasó a ser una localidad de la comuna de Val Terbi, tras la fusión de las antiguas comunas de Montsevelier, Vermes y Vicques.

## Geografía
La antigua comuna limitaba al norte con las comunas de Vicques, Courchapoix y Corban, al noreste con Mervelier, al este con Schelten (BE) y Aedermannsdorf (SO), al sureste con Seehof (BE), al sur con Corcelles (BE) y Crémines (BE), y al oeste con Rebeuvelier.

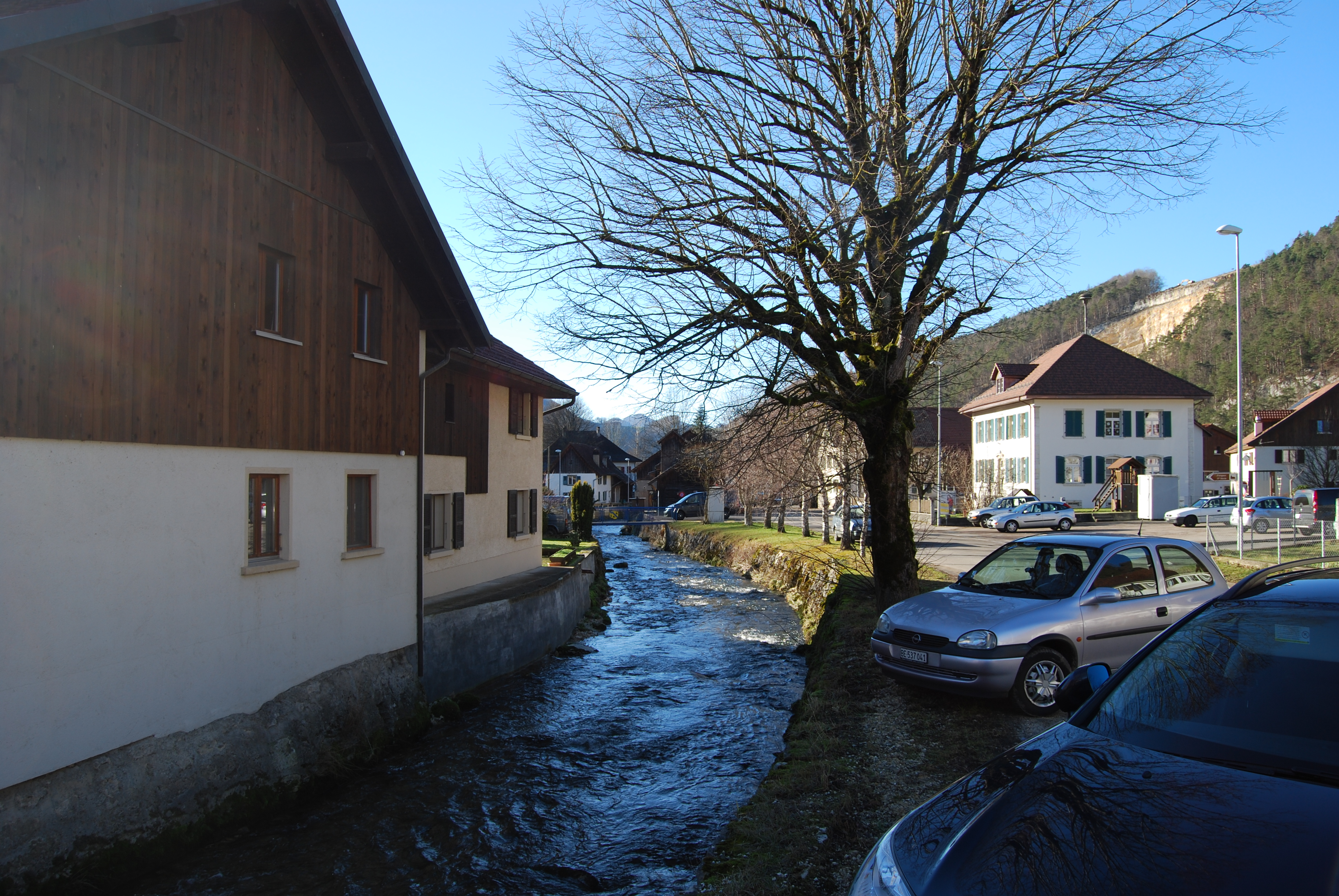
Vermes